# アントラー作戦 (化学兵器)
アントラー作戦（-さくせん,英語:Operation Antle）とは1999年7月に、英国のウィルトシャー警察管区が実施したイギリスの化学兵器製造施設であるポートンダウンと生物兵器の研究施設であるバイオロジカル研究所に対して行われた大規模な不正行為の調査である。
何人もの人間が人体実験に参加させられ、実験の結果として長期の病気または怪我を負ったと主張した。調査は1939年から1989年までの限定で、5年の間続いた。その13人のメンバーは、700人以上の退役軍人または彼らの親類と面談した。英国政府は警察に870,000ポンドの経費を提供した。
ポートンダウンでの実験で1942年から生き残っていた少なくとも20,000人の軍人から調査を行った。第二次世界大戦中は実験がピークの期間であった。8,000人ものボランティアがマスタードガスの人体実験に参加していた。1945年以後はサリンやVXガスなど神経ガスに変わって約3,400人のボランティアが人体実験に参加していた。1960年代には実験の規模は縮小されLSDとグリコール酸塩のような非軍事的化学兵器で行われた、そして、より最近、テストは神経ガスのための前処理であるピリドスチグミン臭化物のような対抗策に集中した。
警察は25件の起訴用件を挙げたが、科学者たちは起訴されなかった。2006年5月25日にサリンの人体実験で死亡したロナルド・マディソンの遺族に国防省から￡100,000の保証が支払われると発表された。